# عاصف عزام صديقي
عاصف عزام صديقي (بالإنجليزية: Asif Azam Siddiqi)‏ أمريكي بنغلاديشي، ومؤرخ فضاء وحاصل على زمالة غوغنهايم. يعمل عاصف أستاذا للتاريخ بجامعة فوردهام. تخصص في تاريخ العلوم والتكنولوجيا والتاريخ الروسي الحديث. كما كتب كتبا عديدة عن تاريخ استكشاف الفضاء.

## بداية حياته وتعليمه
ولد صديقي لوالده حافظ صديقي، نائب رئيس جامعة نورث ساوث بدكا، وأمه نجمة صديقي، أستاذة فلسفة متقاعدة، بجامعة جاهانغيرناغار. حصل صديقي على البكالوريوس ودرجة الماجستير من جامعة تكساس إيه اند إم. ثم حصل على ماجستير إدارة الأعمال من جامعة ماساتشوستس-أمهرست وحصل على الدكتوراه من جامعة كارنيغي ميلون عام 2004، وذلك في زمالة مؤسسة العلوم الوطنية لدراسة علوم وتكنولوجيا الحرب الباردة.

## تدرجه المهني
عرف كتاب صديقي الأول «تحدي أبولو: الاتحاد السوفييتي وسباق الفضاء (1954-1974» بأنه أفضل كتاب باللغة الإنجليزية عن تاريخ برنامج الفضاء السوفييتي، وقالت عنه جريدة الوول ستريت أنه واحد من أفضل خمسة كتب عن استكشاف الفضاء. نشر الكتاب الورقي لاحقا في مجلدين منفصلين، وهما «سبوتنك وتحدي الفضاء السوفييتي» و«سباق الفضاء السوفييتي مع أبولو».
كانت مساهمة صديقي الكبرى في منحة تاريخ الفضاء هي تطبيق تدريبات ونظريات ومناهج أكاديمية لدراسة تاريخ برنامج الفضاء السوفييتي. استخدم صديقي مواد أرشيفية حديثة من روسيا، ونشر أعمالا كالمذكرات ومصادر أخرى، وكان بالأخص رائدا في تاريخ برنامج الفضاء السوفييتي في فترة ما بعد الحرب الباردة. وحتى الآن، يعتمد مؤرخو برنامج الفضاء الروسي على مذكراته، ولذلك أصبح صديقي معروفا من قبل مسؤولي الفضاء الروسيين، حيث اعتبروه واحدا من بين قلة قليلة تنشر أبحاثا أرشيفية أصلية عن هذا الموضوع في العالم بأسره. كما نشرت مقالاته في مجلة الفضاء الروسية الرائدة نوفوستكي كوسمونافتيكي (أخبار رواد الفضاء) ونشرت أيضا في مجلة التاريخ الرسمية لأكاديمية العلوم الروسية فابروسي إستوري إيستيستفوئنانييا إي تيكنايكي (مشاكل تاريخ العلوم الطبيعية والتكنولوجيا). كما ينشر صديقي بشكل منتظم في مجلة موسكو الإنجليزية «موسكو تايمز».
يعمل صديقي حاليا باللجنة الوطنية لبحوث الولايات المتحدة الأمريكية الخاصة برحلات الفضاء البشرية، حيث كلفه الكونغرس بتقييم وترشيح خيارات تخدم برنامج ناسا لرحلات الفضاء البشرية.
حرر صديقي مجلدات الترجمة الإنجليزية الأربعة لسلسلة الصواريخ والناس، وهي مترجمة عن مذكرات بوريس شيرتوك المصمم الذي عمل مع سيرجي كوروليوف. نشرت هذه المجلدات بواسطة قسم التاريخ بناسا.
ظهر صديقي في برنامج نوفا على قناة WGBH وأذيع اللقاء في عام 2008. كما ظهر أيضا في العديد من المرئيات كخبي في تاريخ رحلات الفضاء.
حصل عاصف صديقي على زمالة تاريخ الفضاء الجوي بجمعية التاريخ الأمريكية، وحصل على جائزة يوجين إيمي لمنشورات الملاحة الفضائية، وجائزة مطبوعات التاريخ من المعهد الأمريكي للملاحة الجوية والملاحة الفضائية، وحصل أيضا على جائزة من مؤسسة العلوم الوطنية لأطروحته للدكتوراه.

## أعماله
استعاد كتاب صديقي الأخير «وهج الصواريخ الحمراء: رحلات الفضاء والخيال السوفييتي، 1857-1957» (كامبردج، 2010) جذور الحماس الروسي لغزو الفضاء، والذي يعود إلى القرن التاسع عشر. ونشر كثيرا من أعماله في مجلات عدة، منها أوزوريس، التكنولوجيا والثقافة، التاريخ والتكنولوجيا، دراسات أورآسيوية، أكتا أسترونوتيكا، الجو والفضاء، مجلة الجمعية البريطانية للكواكب، ومجلة الرحلات الفضائية.